# Сант-Аньєзе-ін-Аґоне
Сант-Аньєзе-ін-Аґоне (італ. S. Agnese in Agone, лат. Sanctae Agnetis in Agone) — церква на П'яцца Навона на честь ранньохристиянської мучениці св. Агнеси Римської в Римі.

## Інші назви церкви
Інші назви церкви: Sant'Agnese de Agone, Sant'Agnese al Circo Agonale, Sant'Agnese de Cryptis Agonis або Sant'Agnese in Piazza Navona.

## Будівля
На цьому місті існувала церква доби середньовіччя. Будівництво барокової церкви почав Джіроламо Райнальді в 1652 році на місці середньовічної будівлі, фасад церкви виконав Борроміні (1652—1655 рр.). Освячення церкви відбулося 17 січня 1672 року. Церква виконувала роль припалацової, бо поряд розташований палац родини Памфілі, з якої і походив папа римський Інокентій X. Саме це забезпечило залучення до перебудов церкви таких архітекторів як Джіроламо Райнальді та Франческо Борроміні. По смерті Борроміні добудовував споруду син першого архітетора —Карло Райнальді (1611—1691). Між двома широко розставленими вежами — заглиблений простір. Церква має при портали. Центр підкреслює велична баня і купол, зразком для якого слугував купол собору святого Петра. Конструкцію куполу розробив Джованні Марія Баратта, ліхтарик спорудив Карло Райнальді.

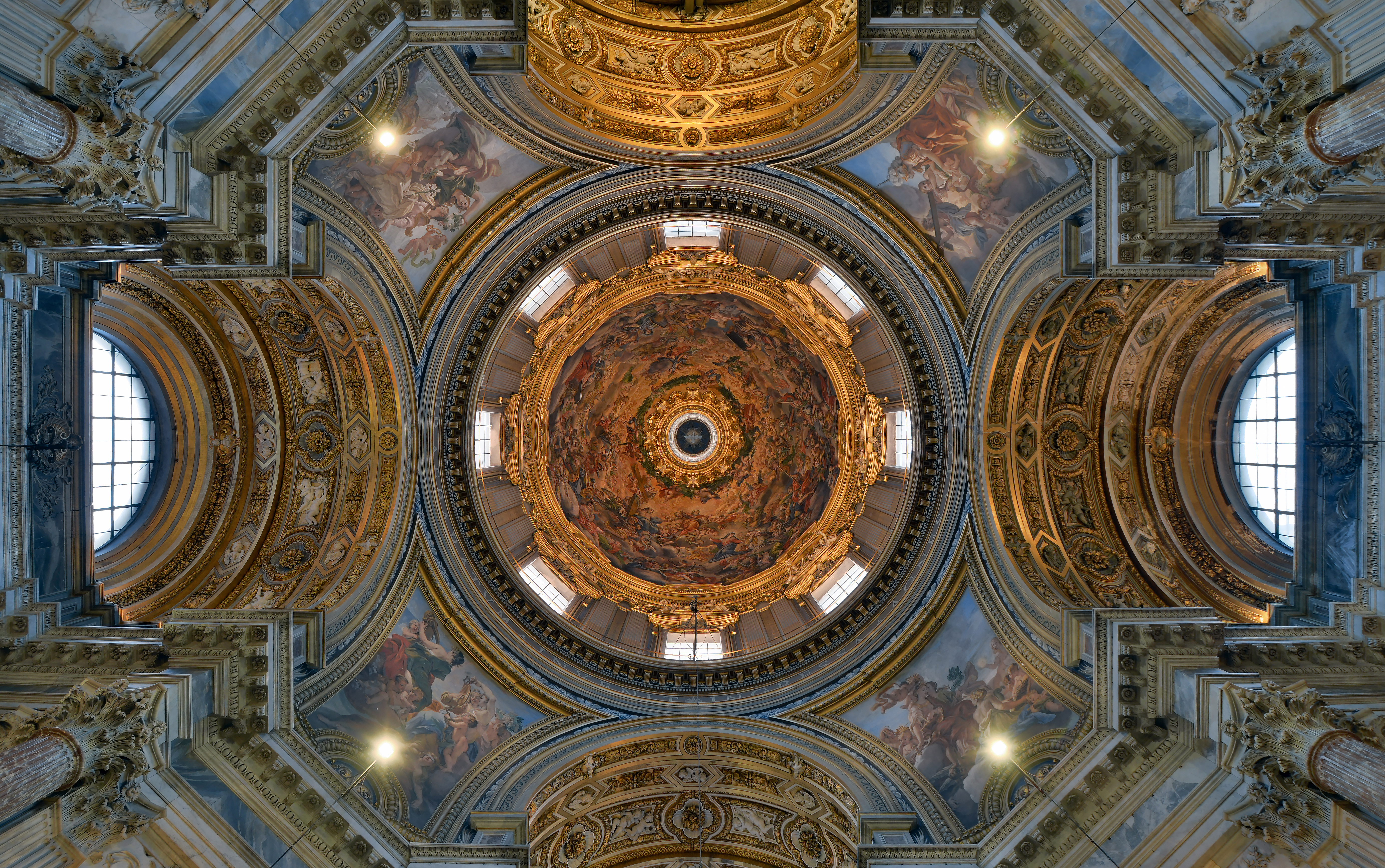
Склепіння церкви

В плані церква має грецький хрест, де кожний відрізок дорівнює іншому. Це обумовлене розташуванням споруди, затиснутої між просторм П'яцца-Навона та вулицею позаду церкви. Зробити видовженій зал, притаманний базилікам, можливості не було. Чотири вівтарі храму присвячені:
- Св. Ерменцані
- Св. Есташу
- Св. Цецілії
- Св. Алесіо

Мармурові скульптури церкви створили Мельхіоре Кафа, Леонардо Реті, франческо Россі, Антоніо Раджи.
Збережена ще середньовічна крипта церкви. Голова святої, відтята кинджалом, зберігається в крипті церкви як святі мощі. Інтер'єр крипти прикрасив рельєф «Диво волосся Св. Агнеси» (скульптор Алессандро Альґарді, надвірний митець папи римського Іннокентія X.)
У церкві також знаходяться численні надгробки: Паоло Буссе деї Леоне, в саркофагу над входом — прах папи Інокентія X.

## Церковна легенда

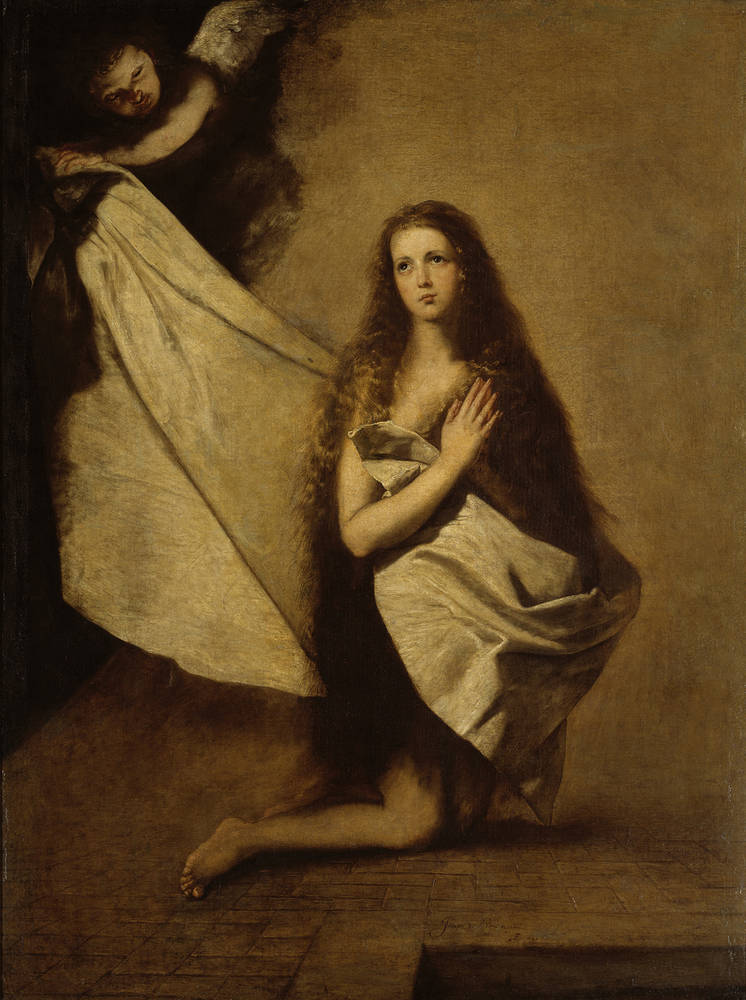
Хосе де Рібера «Диво волосся Св. Агнеси», Дрезденська картинна галерея.

За легендою на стадіоні Доміціана сталося диво: як покарання християнка Агнеса була виставлена оголеною перед натовпом римлян-язичників, однак з божої волі у неї миттєво відросло волосся і приховало її оголеність. Стадіон імператора був розташований саме на цьому місті й сучасна площа зберігає його форму. Римо-католицька церква багато чого запозичила з античності стародавнього Риму (прихильність до вироблених тоді форм базиліки, до мозаїк, до купольних споруд, вперше віднайдених в Римі тощо). В добу бароко навіть площа Навона використовувалась для театралізованих видовищ. Іноді її усю заливали водою і починалися театральні двобої на воді. П'яцца Навона та сама церква — персонажі багатьох картин та гравюр майстрів римської школи живопису (Джованні Паоло Панніні, Джованні Баттіста Піранезі).

## Органи храму
Про головний орга́н храму клопотався кардинал Джованни Баттиста Памфілі, найдавніші частини якого належали до 1673 року. Інструмент створив на замову кардинала майстер з Південних Нідерландів (або Фландрії, нині Бельгія) Гільєльмо Херманс. Орган істотно перероблений і реставрований майстами фірми Валкер у 1914 році.
Церква має також невеликий орган італійського виробництва початку ХІХ століття (органний майстер Паскуале Джантоска, неаполітанська майстерня). Орган багато років не був діючим і відновлений нещодавно (реставратор Карло Соккаро). Оргам має лише мануали, педалі відсутні.

## Титулярна дияконія
У 1949 р. церква була ґрунтовно відреставрована і у 1998 р. стала титулярною дияконією. Кардинал-диякон з титулом диякона та кардинала-священника з титулом церкви Сант Аньєзе ін Аґоне з 21 лютого 1998 року, є італійський кардинал Лоренцо Антонетті.